# Symphonie no 3 de Magnard
Pour les articles homonymes, voir Symphonie no 3.
« bucolique »
La Symphonie en si bémol mineur op. 11, parfois dite « bucolique », est la troisième des quatre symphonies d'Albéric Magnard, composée en 1895-1896.

## Historique
Elle a été écrite en 1895-1896, soit trois ans après sa seconde et seize ans avant sa dernière symphonie. Elle est inspirée de son séjour en Auvergne. Elle a été créée à Paris le 14 mai 1899 sous la direction du compositeur au cours d’un concert exclusivement consacré aux œuvres de ce dernier.

## Structure
Elle comporte quatre mouvements et son exécution demande environ un peu moins de trois-quarts d’heure. Le troisième mouvement comporte une partie soliste de hautbois, le quatrième de trombone.
1. Introduction et ouverture. Modéré – Vif – Mouvement de l’introduction
2. Danses. Très vif – Dédoublez – Ier mouvement
3. Pastorale. Modérée
4. Finale. Vif

Durée de l'interprétation : Env. 45 minutes

## Orchestration
| Instrumentation de la troisième symphonie                                                  |
| Cordes                                                                                     |
| premiers violons, seconds violons, altos, violoncelles, contrebasses                       |
| Bois                                                                                       |
| 2 flûtes, 2 hautbois, le second jouant du cor anglais 2 clarinettes en si bémol, 2 bassons |
| Cuivres                                                                                    |
| 4 cors en fa, 2 trompettes en fa, 3 trombones                                              |
| Percussions                                                                                |
| timbales                                                                                   |

### Ouvrages généraux
- Paul Dukas, Les écrits de Paul Dukas sur la musique, Paris, Société d'Éditions Françaises et Internationales (SEFI), coll. « Musique et musiciens », 1948, 696 p., « La Troisième Symphonie d'Albéric Magnard (novembre 1904) », p. 614-616.
- François-René Tranchefort (direction), Guide  de la Musique Symphonique, Paris, Fayard, coll. « Les indispensables de la musique », 1998 (1re éd. 1986), 896 p. (ISBN 2-213-01638-0), p. 434.

### Monographies
- Gaston Carraud, La vie, l'œuvre et la mort d'Albéric Magnard, Paris, Rouart, Lerolle & Cie, 1921 (lire en ligne).
- Simon-Pierre Perret et Harry Halbreich, Albéric Magnard, Paris, Fayard, 2001, 642 p. (ISBN 978-2-2136-0846-4).